# Brakpan
Brakpan è una città del Sudafrica, situata nella provincia di Gauteng. 
Qui, il 26 novembre 1953, nacque la pilota automobilistica Desiré Wilson.